# Spaßgesellschaft

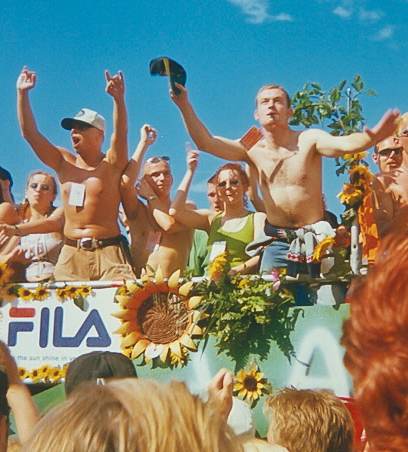
Die Loveparade gilt als Symbol der unpolitischen, konsumorientierten Spaßgesellschaft der 1990er Jahre.

Spaßgesellschaft ist ein (meist abwertendes) Schlagwort, das seit den 1990er Jahren in den deutschen Feuilletons auftauchte und das Lebensgefühl von Teilen der Gesellschaft in den Jahren des vorangegangenen Börsenbooms, des sogenannten New-Economy-Hypes, beschreiben sollte.
Es sollte nach Fritz Vilmar einen Lebensstil kritisieren, bei dem Hedonismus und Konsumlust im Vordergrund stünden, das Bemühen um gesellschaftliche Veränderungen aber in den Hintergrund trete. Ein auffälliger Boom von Comedy-Sendungen bei den privaten Fernsehsendern soll nach Karin Knop mit dieser Entwicklung einhergegangen sein.

## Auffassungen der „Spaßgesellschaft“

### Linke Perspektive
Der Begriff wurde zunächst vor allem von einigen Alt-Linken in der Tradition einer Kritik an Konsumgesellschaft und Kulturindustrie verwendet. Die ihr attestierte Verflachung wird als Triumph der Kulturindustrie im Sinne Max Horkheimers und Theodor W. Adornos bewertet.

### Konservative Perspektive
Der Begriff wurde emotional aufgeladen, weil darin der ‚klassisch-deutsche‘ Anspruch auf „Tiefsinn“ ausgehebelt schien, zum Beispiel aufgegriffen von Konservativen  aus dem Umfeld der evangelischen Kirche. Die Spaßgesellschaft erscheint hier als das Resultat der Traditionsfeindlichkeit (auch Amerikanisierung) der Kultur, als Feier der Beliebigkeit.

### Kulturpessimistische Perspektiven
Das Ende der Spaßgesellschaft schwang verbal lange im Unterton öffentlicher Diskussionen mit, so im Untertitel einer Veröffentlichung des Journalisten Peter Hahne, da Hedonismus als Grundlage gesellschaftlichen Lebens keine allgemeine Akzeptanz genießen dürfe. Hahne begründete dies u. a. mit Zitaten von Thomas Gottschalk und Jürgen Klinsmann.
Heimo Schwilk stellt in Die Welt der Spaßgesellschaft die Verantwortungsgemeinschaft in der Tradition des Bevölkerungstheoretikers Meinhard Miegel gegenüber. Danach ordnet Schwilk die Spaßgesellschaft der „individualistischen“ Kultur zu, der im Gegensatz zur kollektivistischen familienorientierten Kultur die Dekadenz und der Untergang drohe.
Stark kulturpessimistisch geprägt ist auch Albert Wunschs 2003 erschienenes Buch Abschied von der Spaßpädagogik.